# Simon Monjack
Simon Monjack (5 august 1970 – 23 mai 2010) a fost un scenarist englez, regizor și producător. Acesta a încetat din viață la scurt timp după decesul soției sale, actrița americană Brittany Murphy.
1. ↑  CONOR.SI[*] Verificați valoarea |titlelink= (ajutor)